# Cyrlowa Skałka
Cyrlowa Skałka, Cyrlowa Skała (816 m), Cyrhlowa Skała – skalisty szczyt w Pieninach Czorsztyńskich pomiędzy przełęczą Trzy Kopce a Macelową Górą, z którą sąsiaduje od północy i od której oddzielony jest głęboką przełęczą z polaną Podosice. Wschodnie stoki wzniesienia opadają ku dolinie Kirowego Potoku, a zachodnie ku dolinie Strasznego Potoku. Cyrla jest porośnięta lasem, ale ma skalisty szczyt. Znajduje się na obszarze Pienińskiego Parku Narodowego i nie prowadzi przez nią żaden szlak turystyczny. Jest dobrze widoczna z szosy Krośnica – Sromowce Wyżne. Od południowej strony ma strome, skaliste ściany widoczne ponad lasem. Z drogi tej widoczna jest również skała Gumionek znajdująca się po północnej stronie Cyrlowej Skałki.
Ciekawa flora. M.in. stwierdzono tutaj występowanie ostu pagórkowego (w Polsce występującego tylko w Pieninach i tylko na kilku stanowiskach), wiechliny styryjskiej (występuje tylko w Pieninach i na jednym stanowisku w Beskidzie Sądeckim) i dwulistnika muszego. Ich stanowiska podlegają tutaj ochronie czynnej.
Nazwa skały wywodzi się od dawnej polany Za Cyrlą, tej zaś od słowa cyrhlenie oznaczającego dawny sposób otrzymywania polan przez wypalanie lasu.

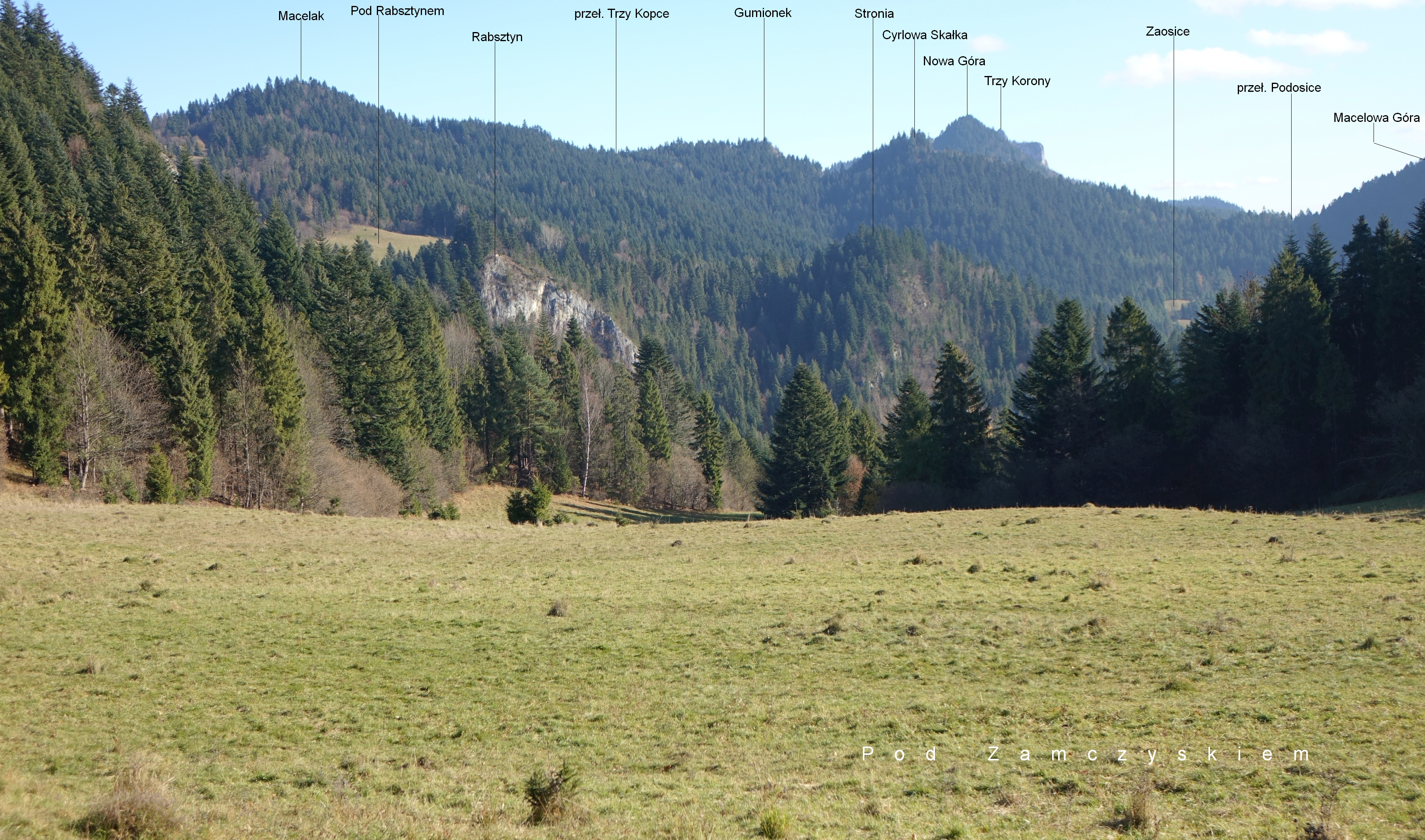
Widok na Cyrlową Skałkę z polany Pod Zamczyskiem

Cyrlowa Skała znajduje się w Pienińskim Parku Narodowym, w granicach wsi Sromowce Niżne w województwie małopolskim, w powiecie nowotarskim, w gminie Czorsztyn.